# Anissa Kate
Anissa Kate (Lió, 5 de juliol de 1987) és una actriu pornogràfica i directora francesa d'ascendència algeriana. Va debutar al setembre de 2011 en el film Ultimate French Girls 3. Ha guanyat el Premi AVN a la millor actriu estrangera de l'any en dues ocasions, en 2014 i 2015.

## Biografia
Anissa Kate va néixer a Lió el 1987. Estudia fins al nivell bac +4, tot llançant-se paral·lelament a una carrera d'actriu pornogràfica professional.
Llibertina i freqüentant els clubs d'intercanvis, arriba en el domini de la indústria pornogràfica l'any 2011 i debuta amb Alexandre LeGland, altra gran figura del porno. La seva primera aparició té lloc en una escena de la pel·lícula Ultimate French Girl.
Poc després decideix seguir la seva carrera als Estats Units per fer-se un nom internacional, participa en una desena de pel·lícula X americanes.